# Paul Gustav Fischer

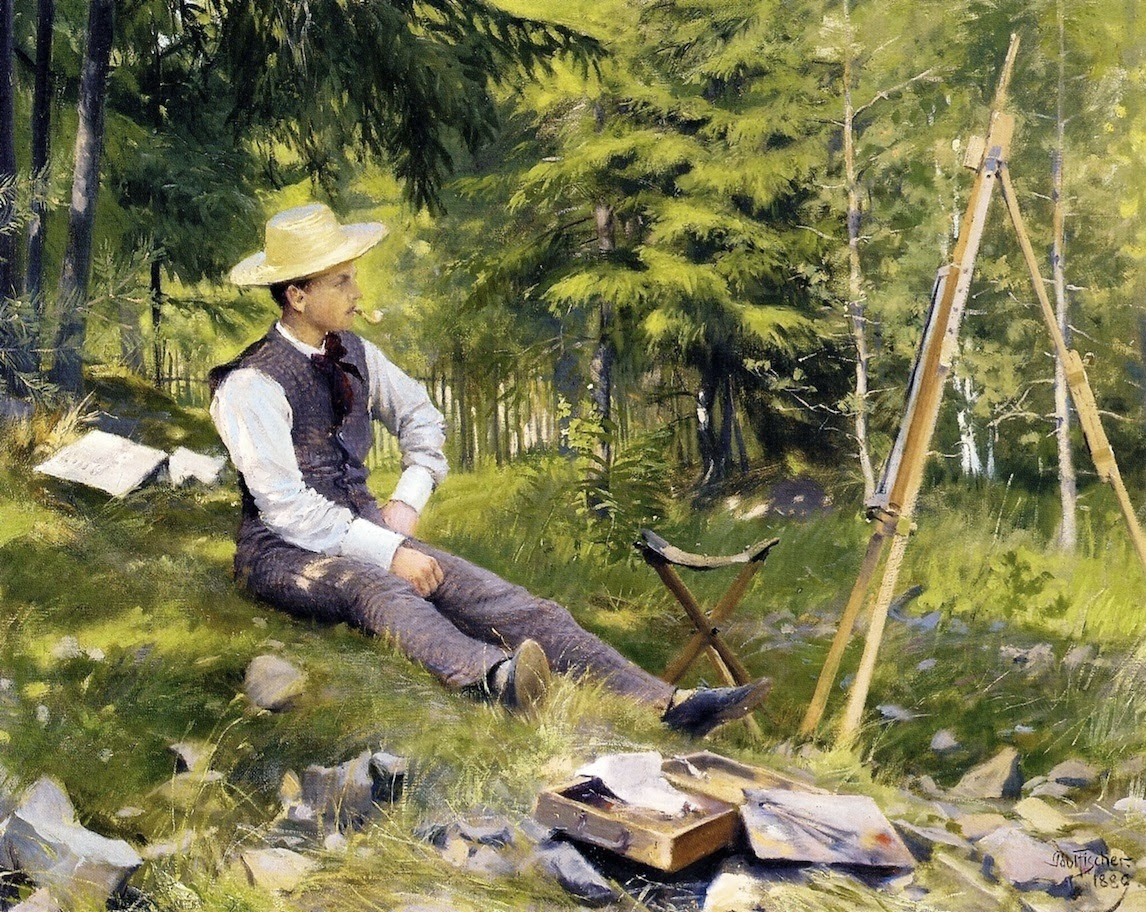
Der Maler im Freien

Paul Gustav Fischer (* 22. Juli 1860 in Kopenhagen; † 5. Januar 1934 in Gentofte) war ein dänischer Maler.

## Leben
Fischer entstammte einer aus Polen eingewanderten jüdischen Familie. Sein Vater Philip August Fischer wollte Maler werden, wurde jedoch Inhaber einer Farben- und Lackfabrik und erteilte seinem Sohn den ersten Malunterricht. Seine Mutter war Gustafva Albertina (geborene Svedgren, † 1883). Er hatte einen älteren Bruder Johannes August Fischer (* 1854), der Landschafts- und Architekturmaler wurde.
Fischer studierte zwei Jahre lang an der Königlich Dänischen Kunstakademie in Kopenhagen, brach aber sein Studium vorzeitig ab.
Eines seiner Werke wurde in der von 1877 bis 1884 erscheinenden Wochenschrift Ude og Hjemme veröffentlicht und brachte dem jungen Künstler eine gewisse Popularität. Seine frühen Gemälde zeigten Stadtansichten. Nach einem Aufenthalt in Paris von 1891 bis 1895 wurde seine Farbpalette reicher und heller. Im Zeitraum von 1890 bis 1910 brachten ihm seine Szenen aus den Straßen europäischer Städte viele Erfolge. Nach dem Beispiel von Carl Larsson malte er später fröhliche Genreszenen und Aktbilder in Naturumgebung. Er schuf auch Plakate, inspiriert von Théophile Steinlen und Henri de Toulouse-Lautrec.
Fischer beschäftigte sich auch mit der Fotografie, die er oft als Vorlage für seine Bilder nutzte.